# Mario Bazina
Mario Bazina (Mostar, 8 settembre 1975) è un ex calciatore croato con passaporto bosniaco, di ruolo centrocampista offensivo.

## Statistiche

### Cronologia presenze e reti in nazionale
| Cronologia completa delle presenze e delle reti in nazionale ― Croazia | Cronologia completa delle presenze e delle reti in nazionale ― Croazia | Cronologia completa delle presenze e delle reti in nazionale ― Croazia | Cronologia completa delle presenze e delle reti in nazionale ― Croazia | Cronologia completa delle presenze e delle reti in nazionale ― Croazia | Cronologia completa delle presenze e delle reti in nazionale ― Croazia | Cronologia completa delle presenze e delle reti in nazionale ― Croazia | Cronologia completa delle presenze e delle reti in nazionale ― Croazia |
| Data                                                                   | Città                                                                  | In casa                                                                | Risultato                                                              | Ospiti                                                                 | Competizione                                                           | Reti                                                                   | Note                                                                   |
| ---------------------------------------------------------------------- | ---------------------------------------------------------------------- | ---------------------------------------------------------------------- | ---------------------------------------------------------------------- | ---------------------------------------------------------------------- | ---------------------------------------------------------------------- | ---------------------------------------------------------------------- | ---------------------------------------------------------------------- |
| 21-8-2002                                                              | Varaždin                                                               | Croazia                                                                | 1 – 1                                                                  | Galles                                                                 | Amichevole                                                             | -                                                                      | 61’                                                                    |
| Totale                                                                 |                                                                        | Presenze                                                               | 1                                                                      |                                                                        | Reti                                                                   | 0                                                                      |                                                                        |

## Palmarès

### Club
- Coppa di Croazia: 1

Dinamo Zagabria: 2000-2001
- Campionato austriaco: 1

Grazer: 2003-2004
Rapid Vienna: 2007-2008
- Coppa d'Austria: 3

Grazer: 2001-2002, 2003-2004
Austria Vienna: 2008-2009
- Supercoppa austriaca: 1

Grazer: 2002

### Individuale
- Miglior calciatore del campionato croato: 1

1998
- Calciatore austriaco dell'anno: 1

2005